# روبرت بينسكي
روبرت بينسكي (ولد في 20 أكتوبر 1940)، هو شاعر أمريكي وكاتب مقالات وناقد أدبي ومترجم. عمل من عام 1997 وحتى عام 2000 كمستشار مكتبة الكونغرس في أمور الشعر. ألَّف بينسكي تسعة عشر كتابًا، معظمها مجموعات من شعره. تشمل أعماله المنشورة أيضًا ترجمات نقدية وجحيم دانتي أليغييري ودفاتر الملاحظات المنفصلة التي كتبها تشيسلاف ميلوش. يدرس روبرت بينسكي في جامعة بوسطن.

## المسار الوظيفي
تأثر بينسكي في وقت مبكر من حياته بإيقاع وحماسة موسيقى الجاز. بصفته عازف ساكسفون سابق، اعتقد بينسكي أن تجربته الموسيقية كانت مؤثرة بعمق، وأنه حاول إعادة إنتاجها في شعره. كانت الموسيقى وما زالت مهمة للغاية لعمله. صرّح بينسكي في مقابلة عام 1999 مع مجلة بومب أنه يستمتع بموسيقى الجاز بسبب «آنيتها وارتجالها وبسبب الشعور الذي تولده بأن حياة من المعاناة والدراسة والفكر والعاطفة تكمن في عبارة واحدة».

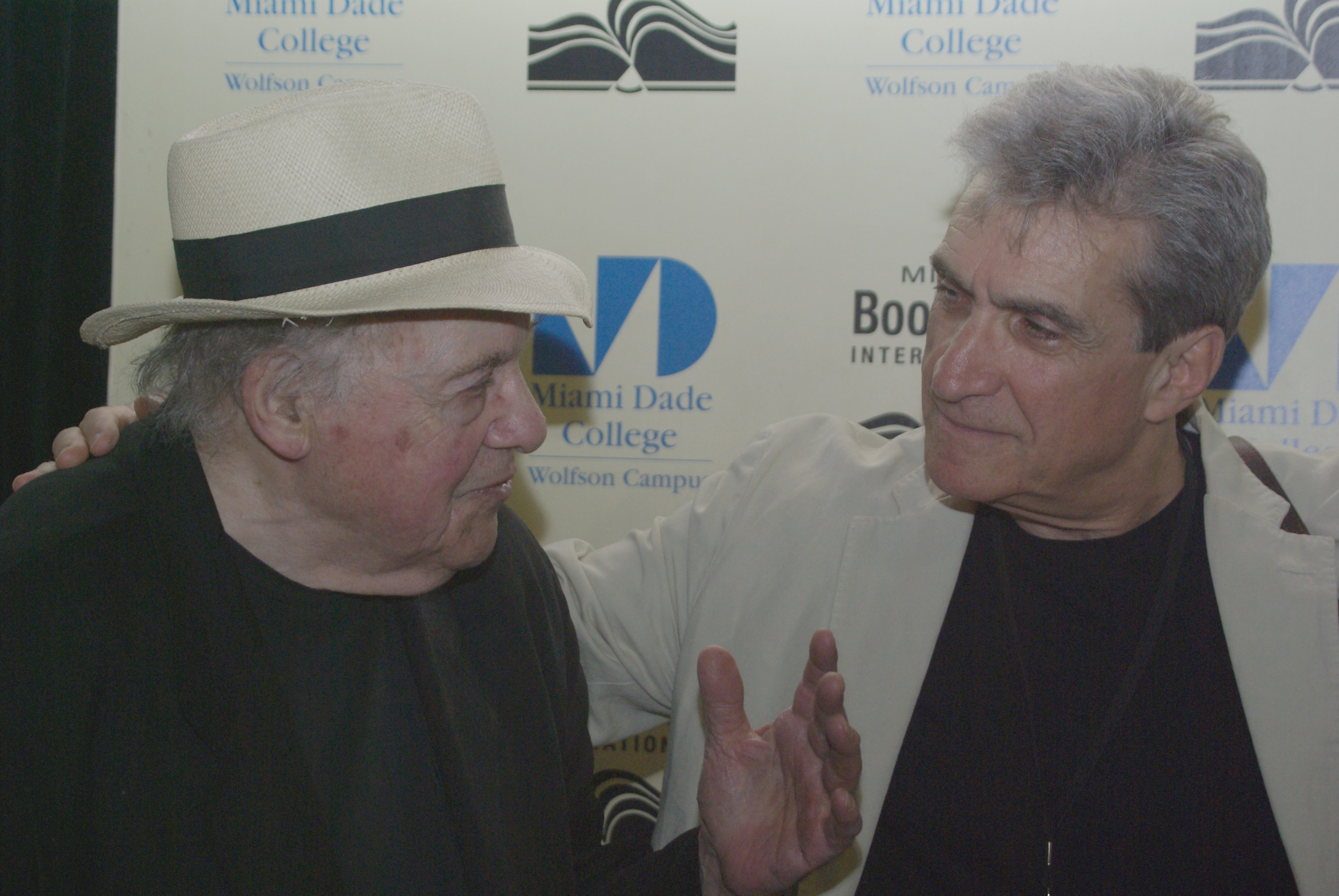
بينسكي (يمين) مع جيرالد ستيرن في معرض ميامي الدولي للكتاب 2011.

اعترف بينسكي بأن شعره سيتغير إلى حد ما اعتمادًا على الذاتية الخاصة لكل قارئ. احتضن فكرة أن فردية الناس ستملأ القصيدة، قال: «الشعر الذي أحبه صوتي، مؤلف بصوت الشاعر وأعتقد أن تتويجه الصحيح هو أن يُقرَأ بصوت القارئ المتخيل أو الفعلي. صوت الإنسان وبهذا المعنى، لا يُستَنسَخ أو يعاد إنتاجه إلكترونيًا؛ إنه كالحياة داخل الجسد -وليس بالضرورة جسد خبير أو جسد فنان. فمن يقرأ القصيدة بصوتٍ عالٍ يصبح الوسيلة المناسبة للقصيدة». يقول بينسكي: «نوع من الشعر الذي أكتبه يؤكد على الصفات الفيزيائية للكلمات». يعتقد بينسكي أن الشعر هو فن صوتي، ليس بالضرورة أداءً، وإنما شيء يرويه الشخص لنفسه أو يستعيده من ذاكرته. يُعلِّق بينسكي على أن «كل اللغة مجردة بالضرورة». برأي بينسكي، لا يوجد أي منحى يجعل القصيدة الشعرية أكثر تفردًا وندرةً سوى إيقاعها، بسبب عدم وجود قواعد.
حصل على زمالة المنحة الوطنية للعلوم الإنسانية في عام 1974، وحاز في عام 1997 على جائزة الشاعر الأمريكي وأصبح مستشار مكتبة الكونغرس في أمور الشعر، وهو الشاعر الأول -والوحيد حتى الآن- الذي اختير لثلاثة فصول. بصفته الحائز على جائزة الشاعر، أسس بينسكي مشروع القصيدة المفضلة، حيث يشارك آلاف الأمريكيين من خلفيات مختلفة، من جميع الأعمار، ومن كل ولاية قصائدهم المفضلة. يعتقد بينسكي أن الشعر، على عكس الصورة النمطية، له حضور قوي في الثقافة الأمريكية. سعى المشروع لتوثيق هذا الحضور، وإعطاء صوت للجمهور الأمريكي للشعر.
كلف مسرح شكسبير في واشنطن العاصمة بينسكي بكتابة اقتباس حر لدراما فريدريك شيلر «فالنشتاين». قدم مسرح شكسبير المسرحية من بطولة ستيفن بيكرينغ في الدور الرئيسي وإخراج مايكل كان في عام 2013. عُرِضَت المسرحية في 17 أبريل من ذلك العام مع كوريولانوس وبيعت جميع بطاقاتهم. كتب بينسكي أيضًا ليبريتو للموت والسلطات من تأليف الملحن تود ماتشوفر. تلقت الأوبرا أول عرض عالمي لها في مونتي كارلو في سبتمبر 2010 وعرضها الأول في مسرح كاتلر ماجستيك في بوسطن في مارس 2011. ألّف بينسكي أيضًا لعبة الخيال التفاعلي «مايند وويل» التي طورتها شركة سينابس سوفت ووير وأصدرتها شركة برودربوند.
قام بينسكي بدور البطولة في حلقة « الفتاة الصغيرة في العشرة الكبار» من العرض التلفزيوني الهزلي عائلة سيمبسون. وظهر في تقرير كولبيرت في أبريل 2007، كقاضي بين ستيفن كولبيرت وشون بن.
في عام 2011، نشرت دار نشر فارار وستراوس وجيرو «قصائد مختارة».
في عام 2012، أصدرت شركة سيركومستنشيال برودكشنز قرصًا مضغوطًا بعنون «قصائد جاز» بقلم روبرت بينسكي ولورانس هوبغود.